# Эйсфельд, Теодор
Теодо́р Э́йсфельд (нем. Theodore Eisfeld; 11 апреля 1816, Вольфенбюттель, Брауншвейг, Германия — 16 сентября 1882, Висбаден) — немецкий и американский музыкант; главный дирижёр Нью-Йоркской филармонии в 1849—1854, 1856—1858 и 1859—1865 годах.

## Биография
Теодор Эйсфальд родился 11 апреля 1816 года в Вольфенбюттеле, Брауншвейг, Германия. Эйсфельд обучался искусству музыкальной композиции в Дрездене, у немецкого композитора и дирижёра Карла Готлиба Райсигера. В период с 1839 по 1843 год он служил капельмейстером «Театра Корт» в Висбадене. В 1848 году Эйсфельд приехал в Нью-Йорк, а в 1849 году впервые за всю историю Нью-Йоркской филармонии был назначен единственным дирижёром в течение всего сезона (до этого времени, с целью разделения обязанностей, оркестром управляли несколько музыкантов). Эйсфельд ввёл традицию ежегодных «Рождественских концертов», программа которых неизменно включала исполнение оратории «Мессия» Генделя. Первые регулярные концерты камерной музыки в Нью-Йорке также проходили под его руководством. 
В качестве дирижёра Нью-Йоркской филармонии Эйсфельд часто выступал даже в периоды своей отставки в 1854—1856 и 1858—1859 годах, разделяя свои обязанности с другими музыкантами. 18 февраля 1851 года он представил серию струнных квартетов, которая дебютировала в «Часовне Надежды» («англ. Hope Chapel»). Он также стал первым дирижёром Бруклинской филармонии, которая была основана в 1857 году. В 1862—1865 годах он разделял свои обязанности с Теодором Томасом, который впоследствии возглавил Нью-Йоркский филармонический оркестр. В это время были созданы некоторые музыкальные произведения Эйсфельда. 
В сентябре 1858 года, возвращаясь из Европы, Эйсфельд стал одним из немногих оставшихся в живых во время пожара на пароходе SS Austria. Плот, на котором он пытался спастись, дрейфовал в океане в течение почти двух дней и ночей. На протяжении последующих лет жизни Эйсфельду так и не удалось преодолеть шок, вызванный этими событиями. В 1866 году он вернулся в Германию и оставался там вплоть до своей смерти.
Теодор Эйсфельд умер 16 сентября 1882 года в Висбадене.

## Дирижёры Нью-Йоркской филармонии, 1849—1865
- 1849—1854 — Эйсфельд[2]
- 1854—1855 — Эйсфельд и Генри Тимм
- 1855—1856 — Карл Бергман
- 1856—1858 — Эйсфельд
- 1858—1859 — Бергман
- 1859—1865 — Бергман и Эйсфельд [3]